# Saimiri boliviensis
Macaco-de-cheiro-boliviano (Saimiri boliviensis) é um primata sul-americano, encontrado na Bolívia, Brasil e Peru.

## Subespécies
- Saimiri boliviensis boliviensis
- Saimiri boliviensis peruviensis